# Эльмитозеро
Эльмитозеро — пресноводное озеро на территории Эссойльского сельского поселения Пряжинского района Республики Карелии.

## Общие сведения
Площадь озера — 1,2 км², площадь водосборного бассейна — 13,6 км². Располагается на высоте 116,0 метров над уровнем моря.
Котловина ледникового происхождения.
Форма озера продолговатая: оно почти на два километра вытянуто с северо-запада на юго-восток. Берега каменисто-песчаные, местами заболоченные.
В озеро впадают два ручья. Из западного залива Эльмитозера вытекает ручей Эльмича, впадающая с левого берега в реку Кудаму, впадающую, в свою очередь, в Сямозеро, из которого берёт начало река Сяпся, впадающая в Вагатозеро. Через последнее протекает река Шуя.
Рыба: щука, плотва, лещ, окунь, налим, ёрш.
К востоку от озера проходит лесовозная дорога.
Населённые пункты вблизи водоёма отсутствуют.
Код объекта в государственном водном реестре — 01040100111102000017075.